# Свидничка
Свидничка (словац. Svidnička) — село в Словаччині, Свидницькому окрузі Пряшівського краю.
Уперше згадується у 1572 році.
У селі є греко-католицька церква святого Архангела Михаїла з 1815 року в стилі бароко.

## Географія
Розташоване в північно-східній частині Словаччини в Низьких Бескидах в долині Свиднички. Протікає річка Свидничанка.

## Населення
| Рік:            | 1994. | 2004. | 2014.   | 2024.   |
| --------------- | ----- | ----- | ------- | ------- |
| Кількість осіб: | 132   | 132   | 139     | 135     |
| Різниця:        |       | +0 %  | +5,30 % | -2,87 % |

| Рік:            | 2023. | 2024.   |
| --------------- | ----- | ------- |
| Кількість осіб: | 132   | 135     |
| Різниця:        |       | +2,27 % |

В селі проживає 125 осіб.
Національний склад населення (за даними останнього перепису населення — 2001 року):
- словаки — 78,36 %
- русини — 17,16 %
- українці — 3,73 %

Склад населення за приналежністю до релігії станом на 2001 рік:
- греко-католики — 92,54 %,
- православні — 5,22 %,
- римо-католики — 0,75 %,